# Paul Spooner
Paul Spooner (* 20. März 1746 in Dartmouth, Province of Massachusetts Bay; † 4. September 1789 in Hartland, Vermont) war ein Vermonter Politiker. Er diente als Vizegouverneur von Vermont und als Chief Justice des Vermont Supreme Courts.

## Leben
Paul Spooner wurde in Dartmouth geboren und wuchs in Petersham auf. Er studierte Medizin und zog nach Hartland. Dort eröffnete er 1768 eine Arztpraxis.
Als Delegierter nahm Spooner 1775 am New York Provincial Congress teil. Zu dieser Zeit gab es anhaltende Streitigkeiten zwischen New Hampshire und New York über die Gerichtsbarkeit über Vermont.
Er diente für die Vermont Republic in der Amerikanischen Revolution und war Mitglied des Committee of Safety von 1778 bis 1782. 1779 wurde er zum Stadtschreiber von Hartland gewählt und leitete die Gemeindeversammlung.
Von 1779 bis 1789 war Spooner Richter am Vermont Supreme Court.
Richter am Nachlassgericht von Windsor County war Spooner von 1780 bis 1781 und von 1780 bis 1782 gehörte er zu den Vertretern Vermonts, die mit dem Kontinentalkongress verhandelt haben.
Vizegouverneur von Vermont wurde er 1782 und dieses Amt übte er bis 1787 aus. Als Assistant Judge für den Windsor County Superior Court diente er von 1779 bis 1782. Chief Judge war er von 1784 bis 1785 und wiederum Assistant Judge von 1785 bis zu seinem Tod.
Am 4. September 1789 starb Spooner in Hartland. Sein Grab befindet sich auf dem Weed Cemetery in Hartland.